# MetroLyrics
MetroLyrics (транскр.  Метролирикс) је био веб-сајт који је садржавао текстове песама. Био је основан 30. децембра 2002. године. База података је садржавала више од милион песама од више од 16.000 извођача. Сајт је изненада престао са радом крајем јуна 2021. године, и његови власници и одржаваоци још увијек нису дали никакво објашњење.